# Парламентский запрос
Парламентский запрос — обращение парламента или одной из его палат к государственному органу или должностному лицу за предоставлением информации по вопросам парламентской компетенции. Частный случай реализации интерпелляции — права законодательного органа задавать вопросы правительству. Один из инструментов парламентского контроля. Лицо или орган, к которому обращён запрос, обязано дать на него ответ в установленные законом сроки. Проект парламентского запроса выносится на рассмотрение палаты и принимается или отклоняется ею согласно принятым процедурам. Ответ на запрос оглашается на заседании палаты. 
От парламентского запроса следует отличать депутатский запрос, представляющий собой реализацию того же права одним из депутатов в индивидуальном порядке. Такой запрос составляется и направляется депутатом ответственным органам или лицам самостоятельно. Он не требует утверждения или обсуждения всей палатой, а ответ на него не оглашается на заседании.
В России парламентские запросы могут направляться Государственной думой председателю правительства и министрам, генеральному прокурору, председателю Центрального банка России, председателю Центральной избирательной комиссии и другим избирательным комиссиям и комиссиям референдума, председателю Счётной палаты, руководителям других федеральных органов власти страны, главам субъектов Российской Федерации, органам местного самоуправления. Порядок рассмотрения проектов парламентских запросов определяется регламентом Государственной думы.
В зарубежных государствах статус парламентского запроса и связанные с ним процедуры могут существенно отличаться. Так, в финском парламенте запрос связан с процедурой вотума доверия правительству или конкретному министру-адресату. Получив в пятнадцатидневный срок ответ, депутаты обсуждают проблему и голосуют по вопросу о доверии соответствующему должностному лицу.
В британском парламенте для запросов правительству и отдельным его членам регулярно отводится специальное время — время запросов (англ. Question time). Вопросы направляются правительству с предварительным уведомлением за 48 часов, а глава кабинета или ответственный министр отвечают на них устно на заседании палаты. Подобная процедура в парламентской практике стран постсоветского пространства получила название «правительственный час» и значительно отличается от принятого в этих государствах понимания парламентского запроса, представляющего собой письменный документ.